# Caspar van Wittel

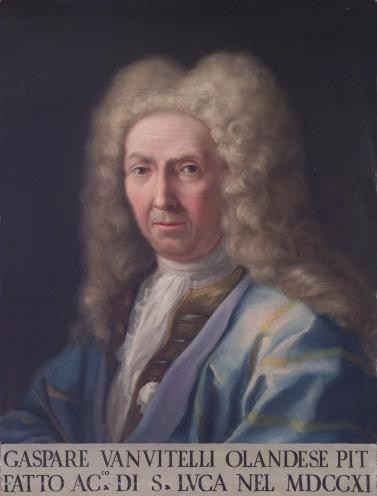
Caspar van Wittel.

Caspar van Wittel, även känd som Gaspare Vanvitelli, kallad degli Occhiali ("med glasögonen"), född 1653 i Amersfoort nära Utrecht, död den 13 september 1736 i Rom, var en nederländsk-italiensk målare. Han var far till Lodewijk van Wittel.
van Wittel utbildade sig huvudsakligen under Jan van der Heyde och hade stor framgång i Rom och Neapel med utsikter av städer, små fint utförda målningar, oftast i gouache eller akvarell. Bäst anses hans arbeten från slutet av 1600-talet vara, exempelvis en utsikt av Rom (1685, i Uffizigalleriet) och en av Venedig (1691, i Pradogalleriet i Madrid). Senare tavlor finns i Florens, Turin, Lucca, Toulouse, Le Havre med flera platser.